# ジル・ルルーシュ
ジル・ルルーシュ（Gilles Lellouche、1972年7月5日 - ）は、フランスの俳優、映画監督、脚本家。
俳優、コメディアン、劇作家として知られるフィリップ・ルルーシュは実兄。

## 略歴
演劇学校を卒業後、映画製作（監督、脚本）に取り掛かるとともに俳優業を始め、2005年の映画『ラブ・イズ・イン・ジ・エアー』で第31回セザール賞の若手有望株賞にノミネートされたことで注目される。
2010年の『君のいないサマーデイズ』で第36回セザール賞助演男優賞にノミネートされる。

## 私生活
2003年のテレビ映画『L'Adieu』での共演をきっかけに女優メラニー・ドゥーテと交際、2009年9月5日には彼女との間に娘アヴァをもうける。

## 主な作品

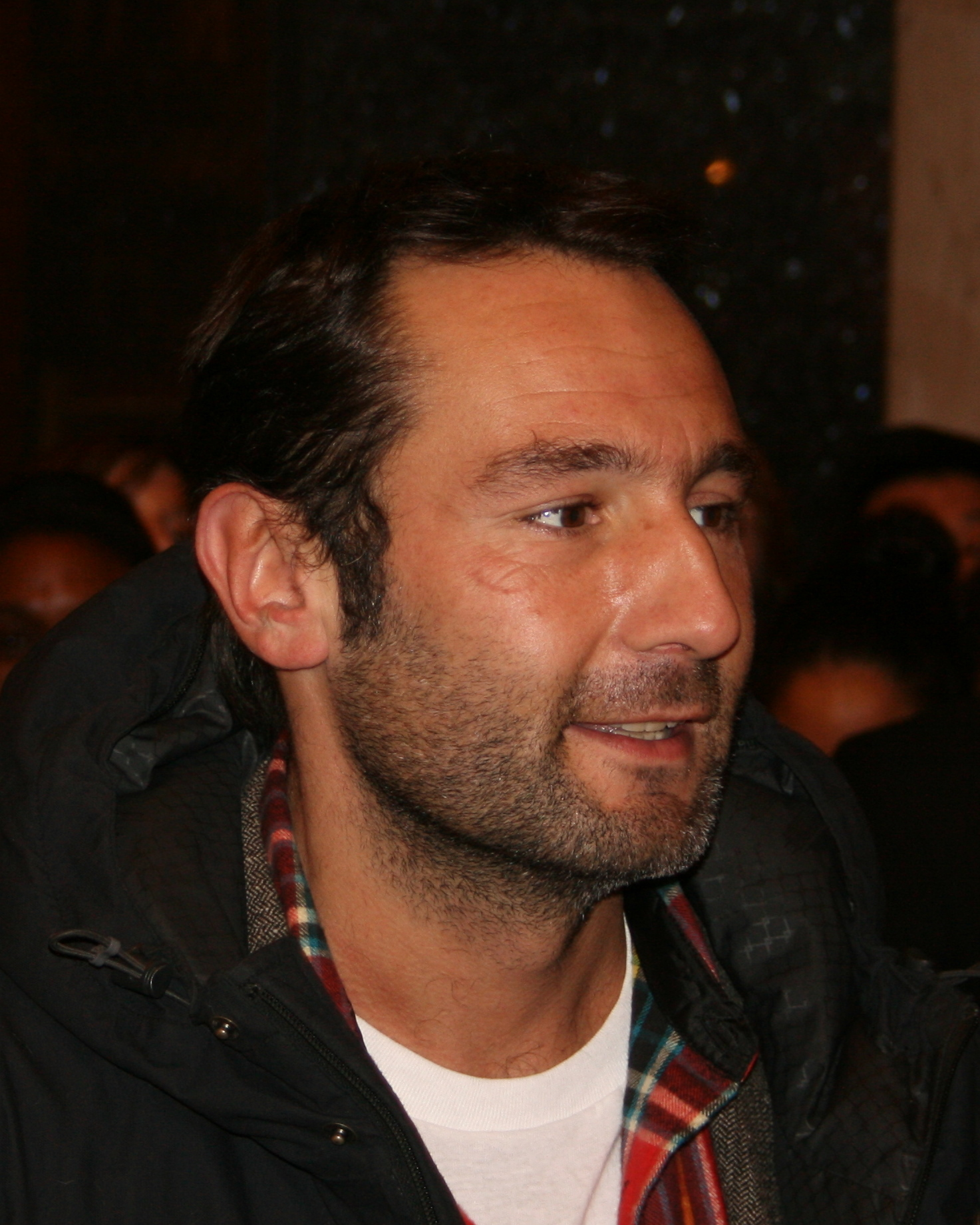
2008年撮影

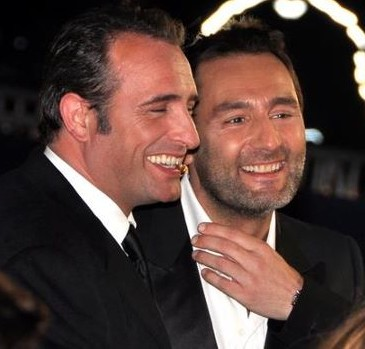
2012年のセザール賞授賞式にてジャン・デュジャルダン（左）と

### 出演作品
| 公開年 | 邦題 原題                                                                   | 役名                                             | 備考 |
| ------ | --------------------------------------------------------------------------- | ------------------------------------------------ | --- |
| 2001   | ぼくの妻はシャルロット・ゲンズブール Ma femme est une actrice               | 警官                                             | DVDタイトルは『僕の妻はシャルロット・ゲンズブール』                                                                        |
| 2002   | 僕のアイドル Mon idole                                                      | ダニエル・ベラール                               | 日本では劇場未公開 フランス映画祭横浜2003（第11回）にて上映                                                                |
| 2003   | 世界でいちばん不運で幸せな私 Jeux d'enfants                                 | セルゲイ・ニモフ・ニモヴィッチ                   | |
| 2004   | ナルコ Narco                                                                | 双子のスケーター                                 | 共同監督・脚本も |
| 2005   | アントニー・ジマー Anthony Zimmer                                           | ミュラー                                         | 日本では劇場未公開、DVDスルー                                                                                              |
| 2005   | ラブ・イズ・イン・ジ・エアー Ma vie en l'air                                | リュド                                           | 第31回セザール賞若手有望株賞ノミネート 日本では劇場未公開 フランス映画祭2006（第14回）にて上映                             |
| 2006   | 唇を閉ざせ Ne le dis à personne                                             | ブリュノ                                         | |
| 2006   | 輝ける女たち Le Héros de la famille                                         | ジェローム                                       | |
| 2007   | スマイルコレクター La Chambre des morts                                     | シルヴァイン                                     | 日本では劇場未公開 フランス映画祭2008（第16回）にて『死者の部屋』のタイトルで上映                                          |
| 2008   | PARIS Paris                                                                 | フランキー                                       | |
| 2008   | ジャック・メスリーヌ フランスで社会の敵No.1と呼ばれた男 L'Instinct de mort  | ポール                                           | |
| 2010   | アデル/ファラオと復活の秘薬 Les Aventures extraordinaires d'Adèle Blanc-Sec | アルベール・カポニ警部                           | |
| 2010   | 君のいないサマーデイズ Les Petits Mouchoirs                                 | エリック                                         | 第36回セザール賞助演男優賞ノミネート 日本では劇場未公開、DVDスルー                                                         |
| 2010   | この愛のために撃て À bout portant                                           | サミュエル・ピエレ                               | |
| 2011   | フランス、幸せのメソッド Ma part du gâteau                                  | スティーヴ・デラルー                             | 日本では劇場未公開、DVDスルー                                                                                              |
| 2012   | プレイヤー Les Infidèles                                                    | グレッグ/ニコラ/ベルナール/アントワーヌ/エリック | 共同監督・共同脚本も |
| 2012   | テレーズの罪 Thérèse Desqueyroux                                            | ベルナール・デスケルウ                           | 日本では劇場未公開 フランス映画祭2013（第21回）にて『テレーズ・デスケルウ』の邦題で上映                                    |
| 2013   | ジブラルタルの罠 Gibraltar                                                  | マルク・デュヴァル                               | 日本では劇場未公開、WOWOWで放送                                                                                            |
| 2014   | 友よ、さらばと言おう Mea culpa                                              | フランク                                         | |
| 2014   | フレンチ・コネクション 史上最強の麻薬戦争 La French                         | タニー・ザンパ                                   | 日本では劇場未公開、第27回東京国際映画祭コンペティション部門で上映された（上映時のタイトルは『マルセイユ・コネクション』） |
| 2017   | ナチス第三の男 The Man with the Iron Heart                                  | ヴァーツラフ・モラヴェク                         | |
| 2017   | セラヴィ! Le sens de la fête                                                | ジェームス                                       | 第43回セザール賞助演男優賞ノミネート                                                                                       |
| 2017   | 欲望に溺れて Plonger                                                        | セザール                                         | 日本では劇場未公開、DVDスルー                                                                                              |
| 2018   | ダーティ・ガイズ パリ風俗街潜入捜査線 L'amour est une fête                  | セルジュ/ジョルジュ                              | |

### 監督作品
- ナルコ Narco (2004) ※共同監督、兼脚本・出演
- プレイヤー Les Infidèles (2012) ※共同監督・共同脚本、兼出演
- シンク・オア・スイム イチかバチか俺たちの夢 Le grand bain (2018) ※兼共同脚本